# Boeing P-26 Peashooter
Боинг P-26 Пишутер («Игрушечное ружьё») (англ. Boeing P-26 Peashooter) — американский истребитель.

## История
Одноместный истребитель, цельнометаллический расчалочный моноплан с открытой кабиной и неубирающимся шасси в обтекателях. Спроектирован в КБ фирмы Boeing. Первый полёт опытный образец XP-936 (Model 248) совершил 20 марта 1932 года. Самолёт был принят на вооружение Воздушного корпуса под обозначением Р-26А. Серийное производство на заводе Boeing в Сиэтле началось в декабре 1933 года. Первый серийный Р-26А (Model 266) поднялся в воздух в январе 1934 года с 9-цилиндровым двигателем воздушного охлаждения Pratt & Whitney R-1340-21 мощностью 525 л. с.
На серийные Р-26А устанавливали более мощные Pratt & Whitney R-1340-27 — 600 л. с., и двухлопастные металлические воздушные винты изменяемого шага Hamilton Standard.
Вооружение Р-26А состояло из двух синхронных 7,62-мм пулемётов Browning M1919 с боекомплектом 500 патронов на ствол. Пулемёты установлены в середине носовой части фюзеляжа и стреляли через воздушный винт. Перед кабиной установлен прицел типа С-3. Была возможна установка фото-кинопулемёта G-4 над центропланом правого крыла.
Под центропланом возможна установка бомбодержателя A-3, который позволял нести или две 100-фунтовые (45 кг) фугасные бомбы, или пять 30-фунтовых (14 кг) осколочных бомб.
Серийные Р-26А отличались от трёх опытных машин консолями крыла с эллиптическими законцовками и укороченными обтекателями шасси. Внесены изменения в конструкцию крыла, установлена радиостанция. Мачта антенны устанавливалась справа по борту перед кабиной.
Первые истребители Р-26А переданы в 20-ю истребительную группу, располагавшуюся на авиабазе Барксдейл, штат Луизиана. Среди лётчиков истребитель заслужил прозвище «Peashooter», что можно перевести как «ружьишко» или «игрушечное ружьё».
Строевые лётчики по достоинству оценили высокие лётные характеристики истребителя, такие как скороподъёмность и отличную маневренность. Нарекания вызывал плохой обзор вперёд на рулении и взлёте, а также сложность посадки. Обычным манёвром для снижения аварийности на взлёте «Пишутеров» стало выруливание на старт по S-образной кривой.

## Модификации

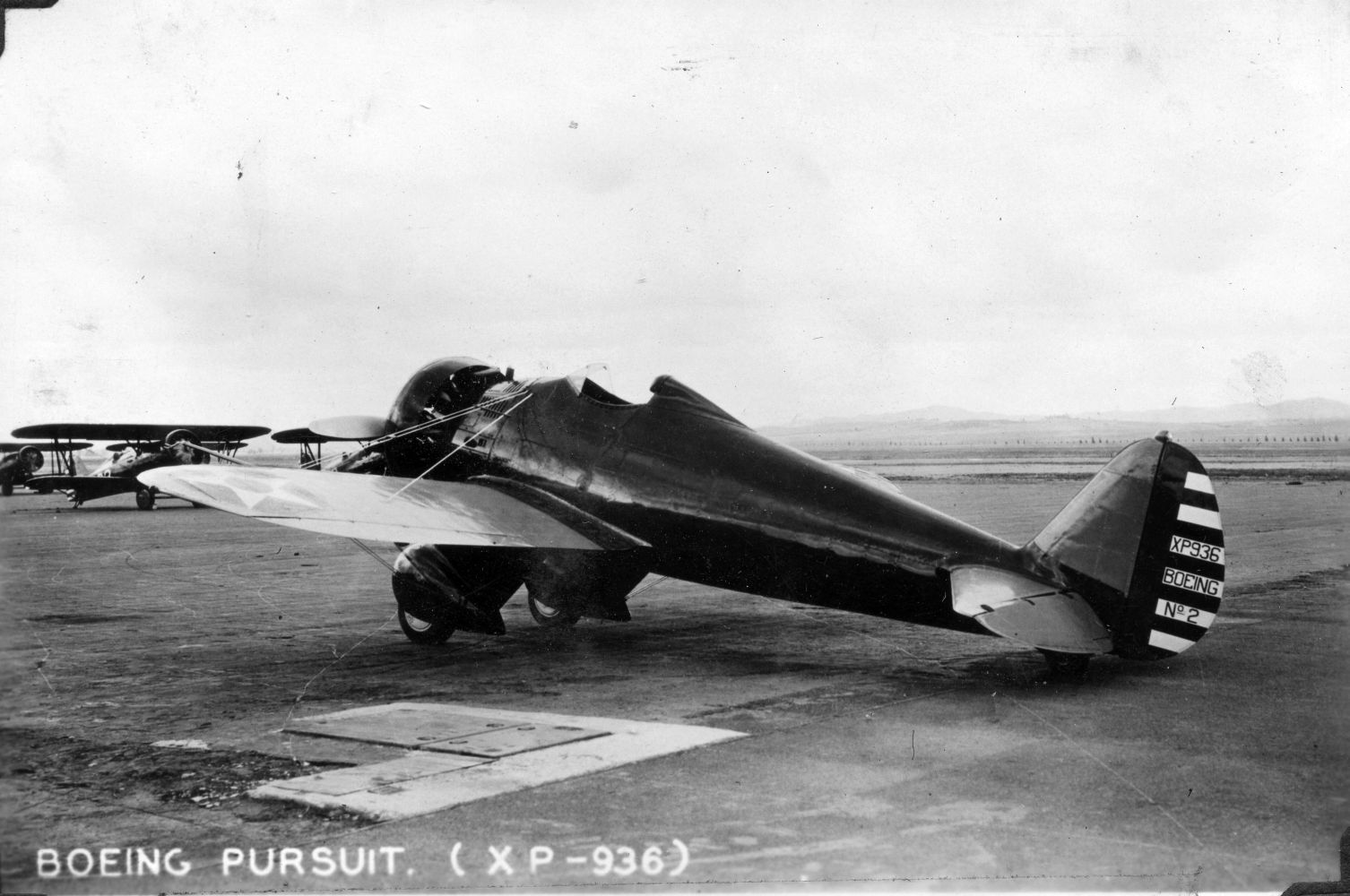
Прототип Boeing XP-936 с укороченным подголовником

XP-936
Model 248, прототипы с радиальным двигателем Pratt & Whitney SR-1340E Wasp (522 л.с. / 389 кВт ), построено 3..
XP-26
Обозначение, присвоенное трём самолётам XP-936, полученных ВВС Армии США 15.06.1932. У этих самолётов имелись и другие обозначения, в частности, Y1P-26, XY1P-26, и, наконец, P-26.
P-26A
Model 266, первая серийная модификация с двигателем R-1340-27 (600 л.с. / 450 кВт). В процессе выпуска (и после него) в конструкцию вносились многочисленные изменения. Построено 111. Сохранившиеся были в октябре 1942 года переименованы в RP-26A, а затем в декабре того же года ещё раз — ZP-26A.
P-26B
Model 266A, улучшенный вариант, двигатель R-1340-33 (600 л.с. / 450 кВт) с впрыском топлива. Построено 2, ещё 17 переделаны из P-26C.
P-26C
Промежуточный вариант с карбюраторным R-1340-27 и модифицированной топливной системой. Закрылки устанавливались на заводе. Построено 23. Все сохранившиеся P-26C в 1936 году были переделаны в P-26B.
Model 281
Экспортная модификация P-26C; 11 построено для Китая и 1 для Испании.

## ЛТХ
- Год принятия на вооружение — 1934
- Размах крыла — 8,52 м
- Длина — 7,19 м
- Высота — 3,06 м
- Площадь крыла — 13,89 м²

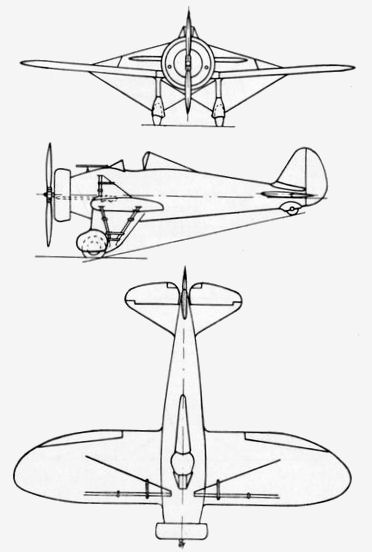
Схема самолёта Boeing 281 из журнала L'Aerophile за март 1935 года

- Масса, кг — пустого самолёта — 997
- Нормальная взлётная — 1340
- Тип двигателя — 1 ПД Pratt & Whitney R-1340-27
- Мощность — 600 л. с.
- Максимальная скорость — 377 км/ч
- Крейсерская скорость — 320 км/ч
- Практическая дальность — 579 км
- Максимальная скороподъёмность — 719 м/мин
- Практический потолок — 8350 м
- Экипаж — 1 чел
- Вооружение — 2 × 7,62-мм пулемёта Browning M1919 или 1 × 12,7-мм пулемёт и 1 × 7,62- мм пулемёт; бомбы (2 × 100-фунтовых или 5 × 31-фунтовых)[2].

## Эксплуатанты

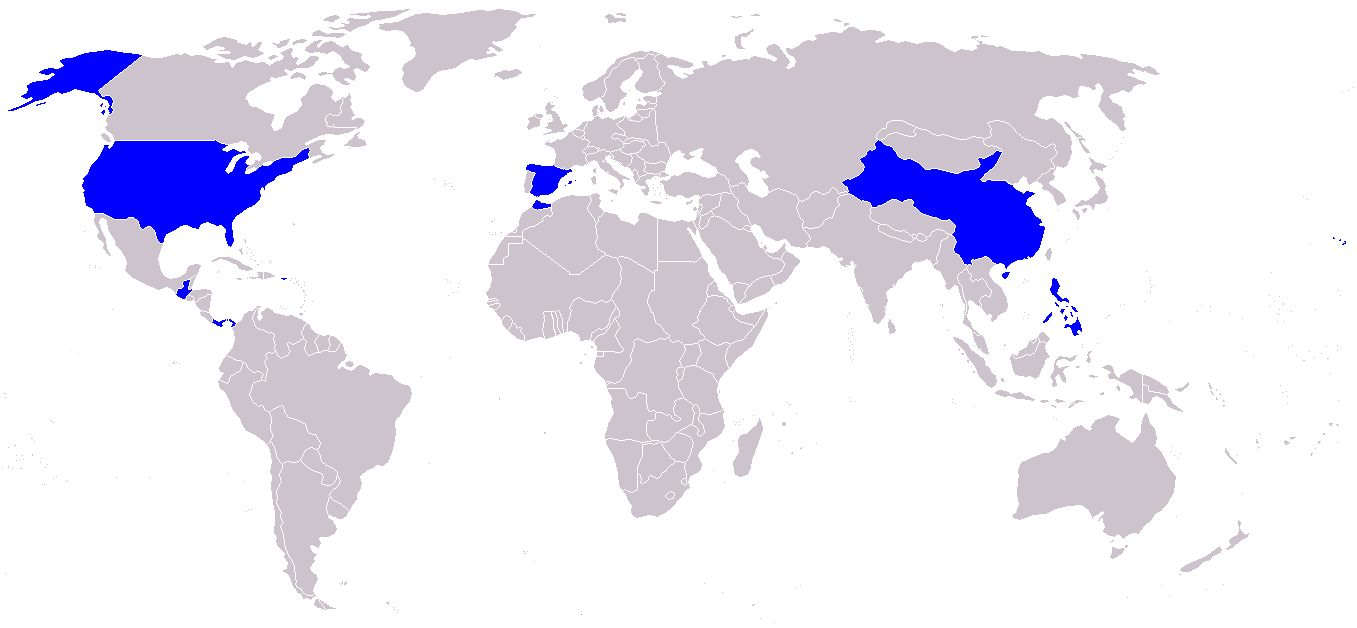
Страны, применявшие P-26.

США
- ВВС Армии США[англ.]:

 Китайская Республика
- ВВС Китайской Республики: 11 самолётов в 1930-х гг.

 Гватемала
- ВВС Гватемалы: в 1942-1956 гг имелось 6 (по другим данным 7) самолётов P-26A.

 Филиппины
- Воздушный корпус Армии Филиппин[англ.]: 12 самолётов в конце 1941 г.

 Республиканская Испания
- Испанская республиканская авиация: Единственный экземпляр, демонстрировавшийся в Испании Boeing 281, с началом войны был реквизирован республиканским правительством; сбит в 1937 году после чего компании "Боинг" была выплачена компенсация. Код CB[3].

## Галерея

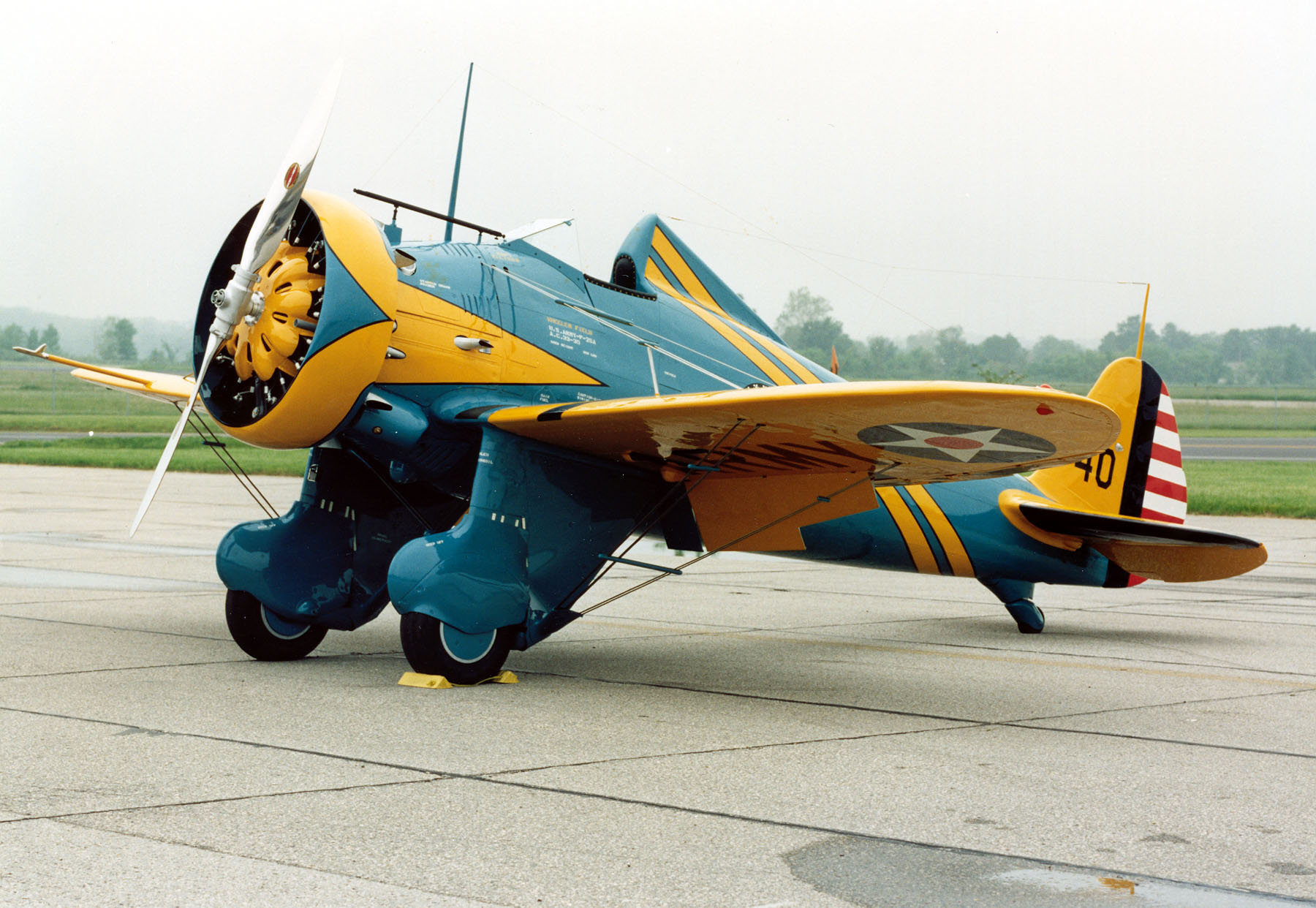
Boeing P-26A
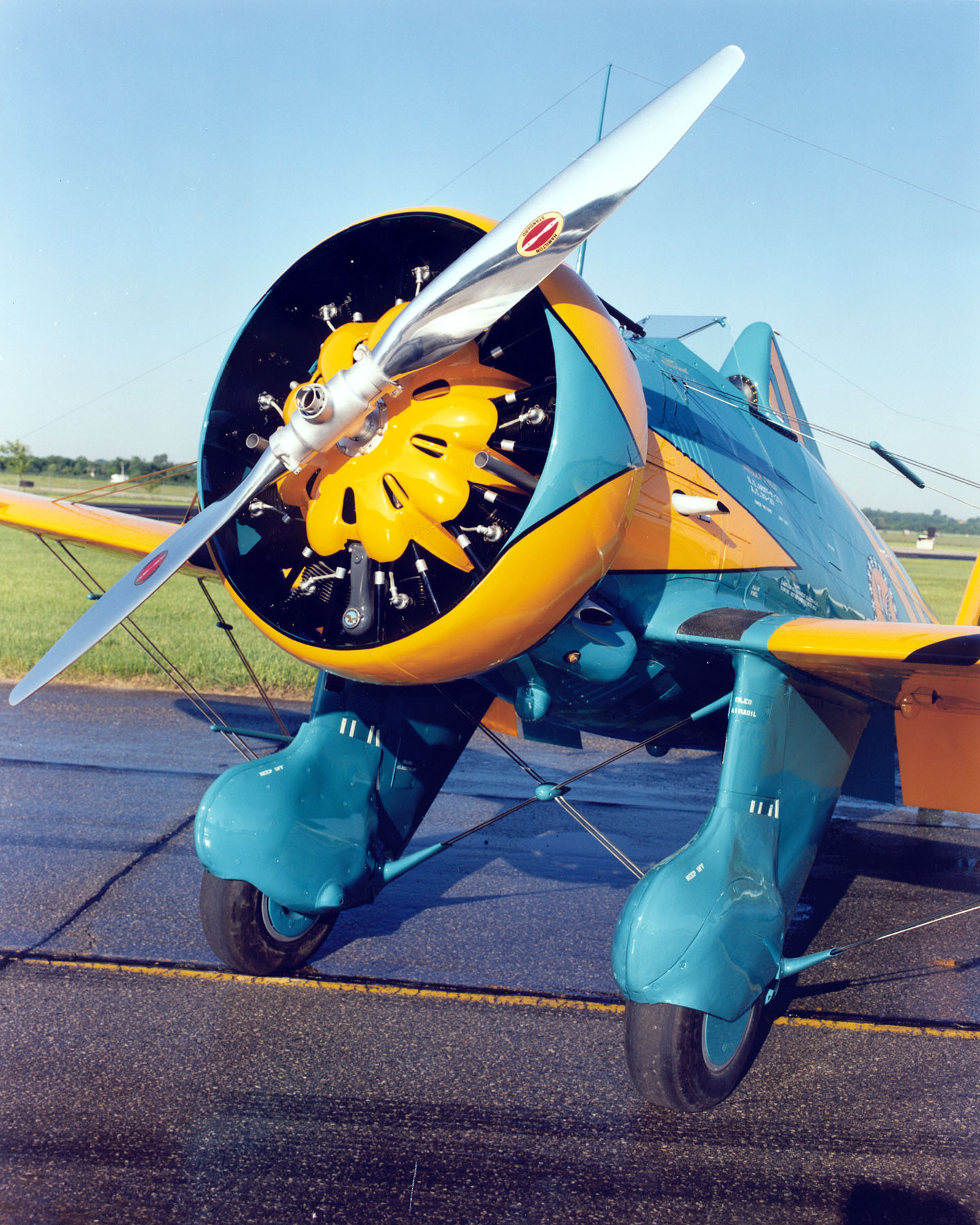
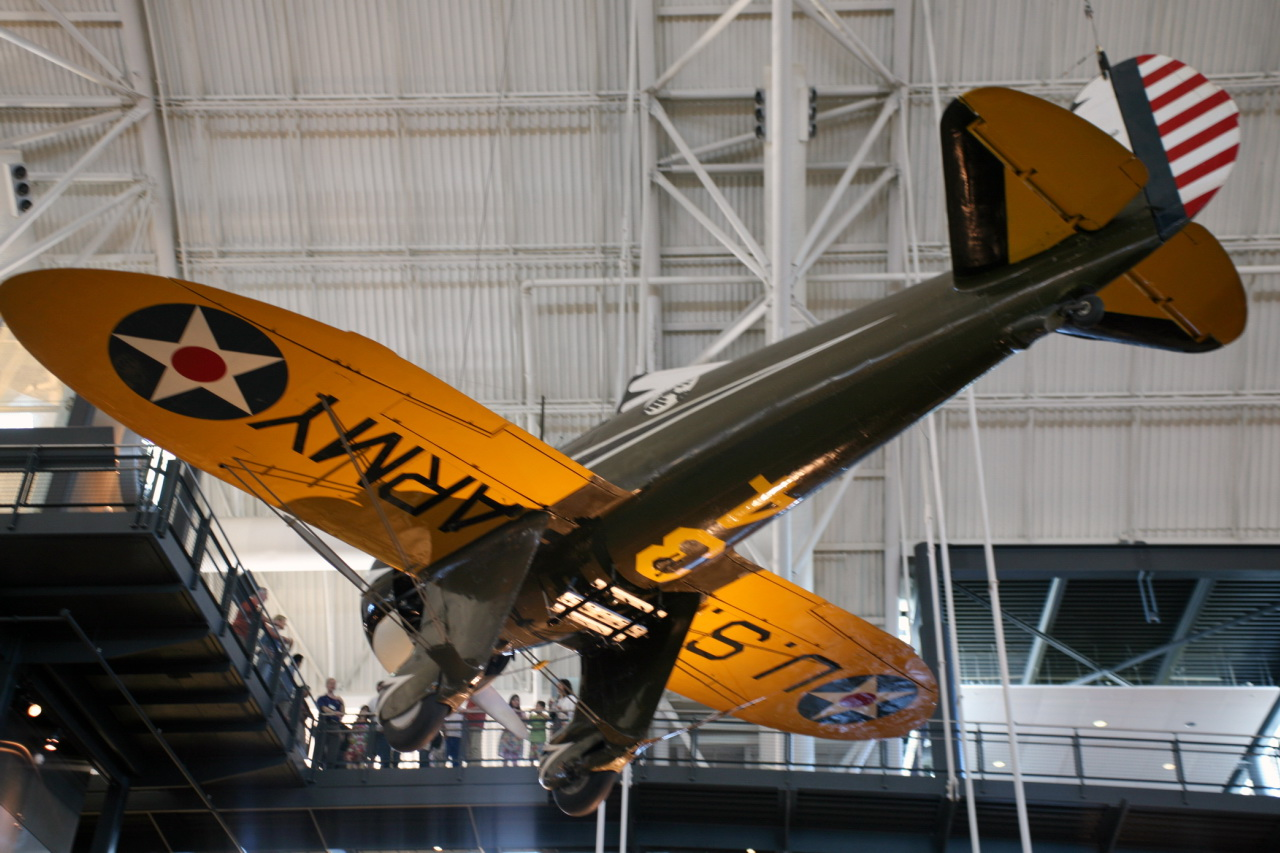
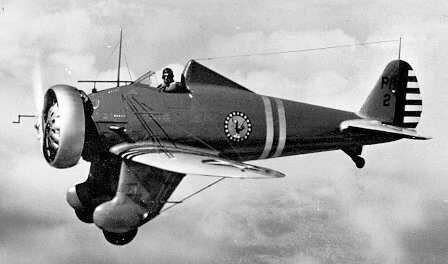
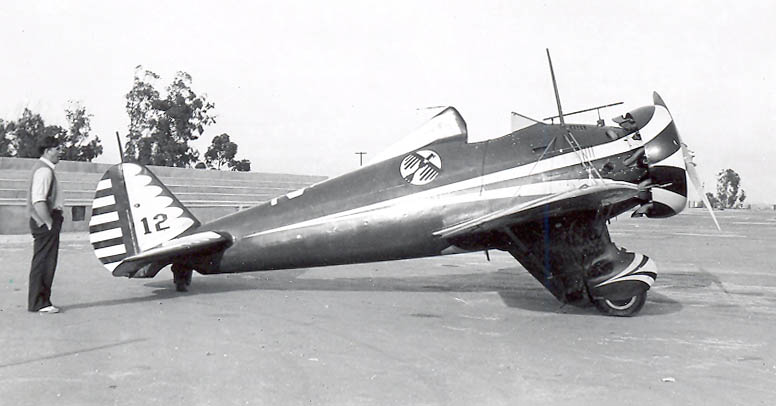
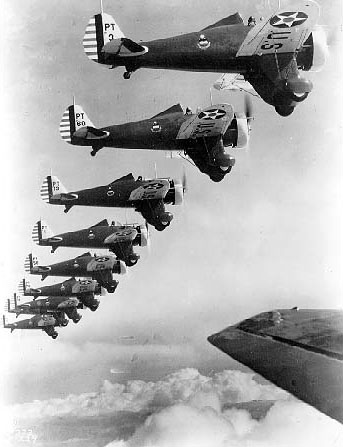
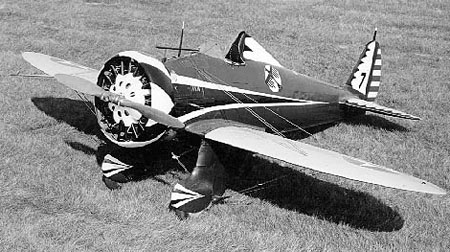
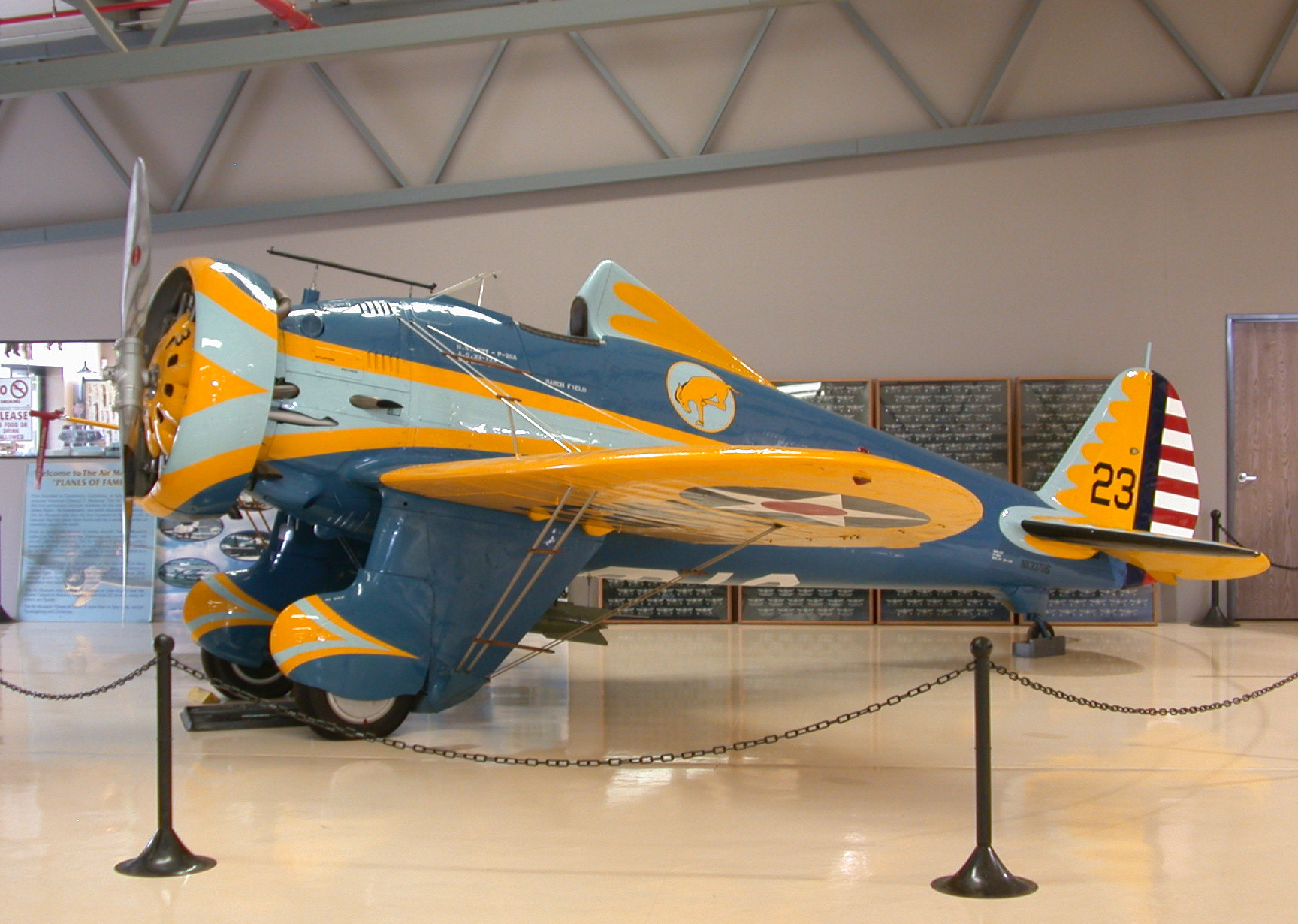
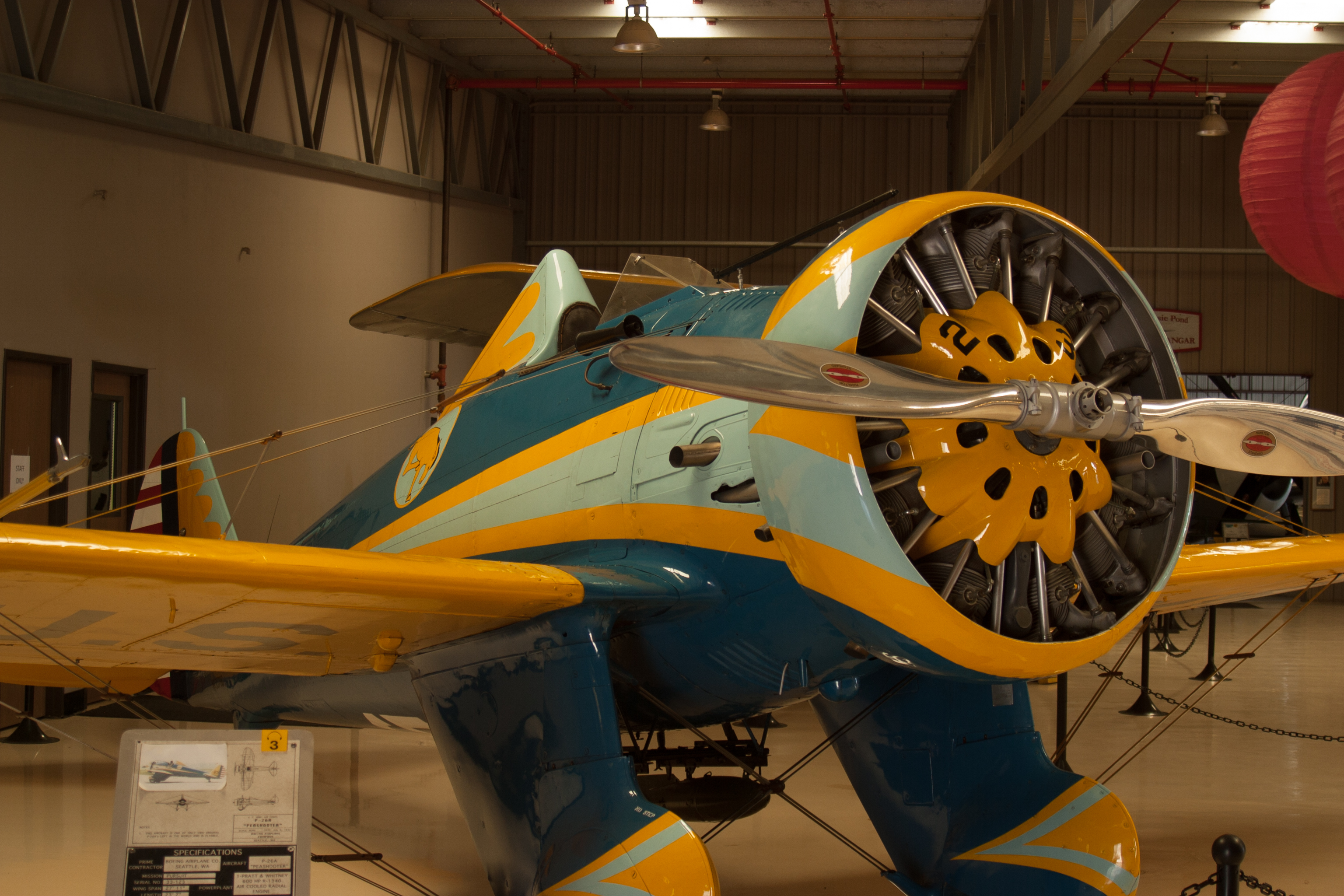